# Conveni per a l'evacuació de Catalunya

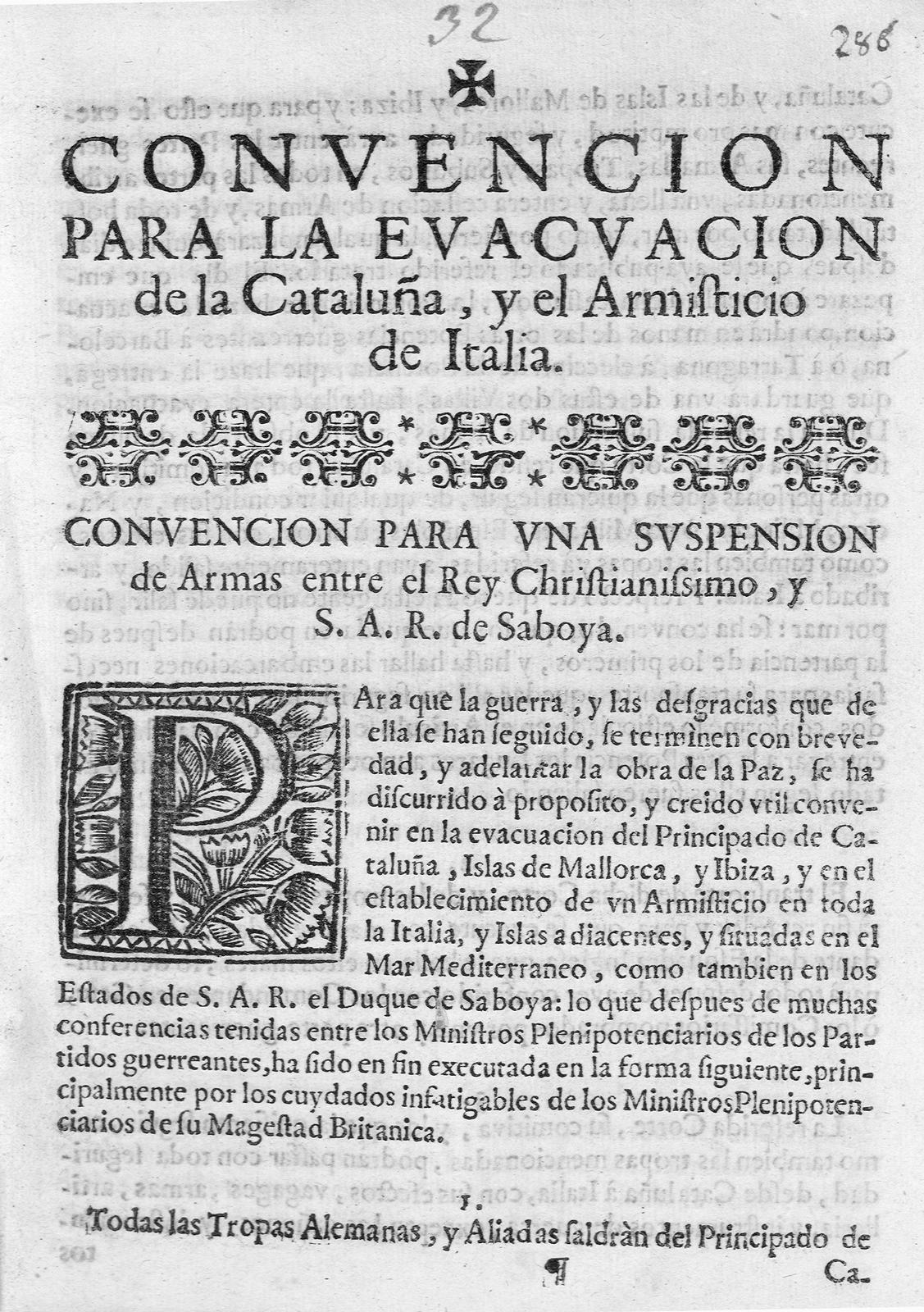
Publicació traduïda al castellà del Conveni d'evacuació de Catalunya, i l'armistici d'Itàlia.

El Conveni per a l'evacuació de Catalunya i l'armistici d'Itàlia va ser el conveni signat a Utrecht el 14 de març de 1713 entre els plenipotenciaris d'Anglaterra i Àustria que establia el procés d'evacuació de les tropes austríaques del Principat de Catalunya.

## Contingut del tractat
El tractat està format per catorze articles, els primers deu dels quals es refereixen concretament a l'evacuació del Principat de Catalunya, i els dos següents a l'armistici d'Itàlia. Segons el convingut, primer s'establiria la fi de les hostilitats a Espanya amb un cessament d'armes, a la qual seguiria el lliurament de Barcelona o Tarragona. En aquest període es procediria a l'evacuació de la cort austríaca a Espanya, així com de les tropes imperials, sense que s'estableixi cap termini concret per això, encara que es fa específic que s'emprarà tota la diligència possible. L'article vuitè estableix que tan aviat com comenci l'evacuació es publicarà una amnistia general a favor dels catalans, amb l'oblit de tot l'esdevingut durant la guerra: «Totes les injúries, violències, hostilitats i estralls causats tant durant la guerra com per la seva ocasió [..] seran totalment oblidats i esborrats sense distinció de persones ni coses». L'article novè tracta sobre els Privilegis de Catalunya i del Regne de Mallorca:
| « | Article IX. I respecte al fet que els plenipotenciaris de Sa Majestat Cesària han insistit per aconseguir abans de l'evacuació que es mantinguin els Privilegis als catalans i als súbdits i habitants de les illes de Mallorca i Eivissa, i que per part de França i els seus aliats s'ha remès a la conclusió de la pau propera aquest negoci a totes les seves parts, La seva Majestat Britànica ha fet una reiterada declaració que emprarà els seus més eficaços oficis, on sigui necessari, perquè d'ara endavant els catalans i els súbdits i habitants d'aquestes illes puguin gaudir dels seus privilegis, amb el que els referits plenipotenciaris cesaris s'han tranquil·litzat respecte també que el rei Cristianíssim ha fet declarar pels seus plenipotenciaris que concorrerà a la mateixa finalitat. | » |

## Ratificació i divulgació del tractat
La notícia de la signatura del tractat va arribar a Barcelona el 2 d'abril de 1713 mitjançant la missiva enviada pel ministre Sinzendorf al mariscal Starhemberg, virrei de Catalunya; aquest va quedar sorprès perquè a l'inici de l'any havia rebut plens poders perquè negociés l'evacuació personalment, amb el que la signatura del tractat d'evacuació sense consultar ni la seva opinió, ni el seu consentiment, el deixava sense cap marge d'actuació. Starhemberg tenia por a les conseqüències que per a l'ordre públic podia suposar la divulgació d'un tractat d'evacuació que no garantia en absolut el manteniment de les Constitucions de Catalunya, raó per la qual va procurar demorar la seva divulgació.
Va ser quinze dies després quan, mitjançant una còpia enviada per l'ambaixador català a Viena, el marquès de Montnegre, el tractat va ser conegut pels Tres Comuns de Catalunya; malgrat això a Àustria es tenia el convenciment que amb molta probabilitat l'emperador Carles VI no ratificaria el tractat acordat pels seus plenipotenciaris, raó per la qual persistien dubtes sobre la seva validesa. I efectivament l'emperador es va negar a ratificar-lo, però finalment el seu Consell i el príncep Eugeni de Savoia el van convèncer amb l'argument que els 20.000 homes evacuats de Catalunya serien decisius per poder continuar la guerra contra França, donada la retirada dels anglesos; una vegada aconseguida la victòria contra França, es podria negociar una pau que garantís els Privilegis de Catalunya, mentre que si es quedaven a Barcelona no serien de cap utilitat pràctica per a la finalitat que es perseguia.

## Execució del tractat d'evacuació
Així mateix, i per evitar que es pogués deduir que l'evacuació de Catalunya implicava la renúncia als seus drets sobre Espanya, l'emperador Carles VI va imposar l'absència de qualsevol referència explícita a Espanya com a interlocutora, usant-se eufemismes com a «aliat de França» o «potència guerrejant». Ratificat el tractat d'evacuació per l'emperador i per la reina d'Anglaterra, l'emperadriu va abandonar Barcelona el 18 de març de 1713. Tot seguit es va reunir a l'Hospitalet de Llobregat una comissió formada pels representants del mariscal Starhemberg i el duc de Popoli a fi d'acordar els detalls operatius. Així i tot, Starhemberg va insistir perquè la comissió aconseguís el que no s'havia aconseguit a Utrecht: el manteniment dels furs i privilegis de Catalunya. Després de diversos dies de discussions estèrils, i davant el rebuig absolut del representant borbònic, finalment el 22 de juny de 1713 es va signar el Conveni de l'Hospitalet, que establia la fi de les hostilitats l'1 de juliol de 1713, i la data del 15 de juliol de 1713 per al lliurament de Barcelona o Tarragona, sense arribar-se a determinar específicament quina d'elles, ni tampoc una data per a l'evacuació de Mallorca i Eivissa.